# Dassault Mirage 4000
Il Dassault Mirage 4000 fu un prototipo di caccia multiruolo, di fabbricazione francese e realizzato dalla Dassault Aviation come una versione bimotore del Dassault Mirage 2000. Non entrò mai in produzione.

## Storia
Il progetto del Dassault 4000 fu avviato nel 1976, contemporaneamente a quello del Mirage 2000, che era stato appena scelto per andare in dotazione all'aeronautica francese. L'aereo volò per la prima volta nel 1979, l'11 aprile raggiunse la velocità di Mach 2, un giorno dopo il primo volo del Mirage 2000.
Al progetto si interessarono specialmente l'Arabia Saudita e l'Iraq, ma i negoziati fallirono. Alla fine il progetto fu cancellato dato che i Sauditi, i potenziali clienti di questo aeromobile una volta entrato in produzione, scelsero l'F-15C. La Dassault scelse allora di concentrarsi sul Dassault Mirage 2000, già ordinato dall'aeronautica francese lasciando il progetto, per mancanza di acquirenti.

## Caratteristiche
Rispetto al Dassault Mirage 2000, questo prototipo era molto più pesante e grande, inoltre era dotato di due motori. Nonostante questo, i due aerei erano molto simili, ed avevano molti elementi in comune, a cominciare dalla grande ala a delta. Le dimensioni erano comparabili allo statunitense F-15 Eagle, il suo ruolo avrebbe potuto essere quello di intercettore a lungo raggio.